# راهول بس
راهول بُس (هندی: राहुल बोस؛ زادهٔ ۲۷ ژوئیهٔ ۱۹۶۷) بازیگر، کارگردان فیلم، فیلم‌نامه‌نویس، کُنشگر مدنی، بازیکن راگبی و روزنامه‌نگار اهل هند است.
از فیلم‌ها یا برنامه‌های تلویزیونی که وی در آن نقش داشته است، می‌توان به بچه‌های نیمه‌شب، ویشواروپام و ویشواروپام ۲ اشاره کرد. 

## گزیدهٔ فیلم‌شناسی
- بچه‌های نیمه‌شب
- چاملی
- ارثیه شوم
- همسر ژاپنی
- خانم و آقای آیر
- قلب کبدی
- لپ‌تاپ
- ویشواروپام
- ویشواروپام ۲
- من هستم
- خاطرات در مه
- ضربات زنگ
- شجاعت
- ۱۵ خیابان پارک
- اثرات جانبی عشق
- انگیزه